# Cerastium vagans
Cerastium vagans — вид трав'янистих рослин з родини гвоздичні (Caryophyllaceae), ендемік Макаронезії: Азорських островів і Мадейри.

## Поширення
Ендемік Макаронезії: Азорських островів (о. Корву, Флорес, Сан-Жорже, Терсейра) та о. Мадейри.